# إدارة أرتيبونيت
إدارة أرتيبونيت هي واحدة من الإدارات العشر في هايتي وأكبرهم مساحةً. يبلغ عدد سكانها 1727524 نسمة وذلك حسب إحصائيات سنة 2015. تبلغ مساحتها 49886.94 كم².